# Becker (serie televisiva)
Becker è una sitcom statunitense creata da Dave Hackel. La serie è interpretata da Ted Danson, trasmessa negli Stati Uniti da CBS dal 1998 al 2004. Trasmessa in Italia da Paramount Comedy (successivamente Comedy Central) dal 6 marzo 2006.

## Trama
Ambientata nel quartiere newyorchese del Bronx, la sitcom è incentrata sul personaggio di John Becker, un dottore irascibile e scontroso che litiga in continuazione e talvolta viene alle mani con pazienti, amici e collaboratori; egli però nasconde anche un lato generoso e altruista, che talvolta viene allo scoperto ma che torna ben presto ad essere oscurato dal cinico umorismo misantropo che caratterizza il personaggio di Becker. La sitcom è ambientata quasi esclusivamente in pochi ambienti: l'appartamento di Becker, la tavola calda di Reggie e lo studio medico (altre location possono essere il ristorante di Ming, l'appartamento di Jake, il condominio di John, alcuni esterni del quartiere).
John Becker, laureato ad Harvard, era un grande ricercatore con alle spalle due divorzi, proprio a seguito di quest'ultimo decide di trasferirsi nel Bronx e di aprire un piccolo studio medico per cercare di ricostruire la sua vita. Ha spesso avuto varie storie con delle donne ma sempre finite male a volte anche a causa del suo pessimo carattere, una delle storie finite come dice lui "meno peggio" è quella con una dottoressa di nome Elisabeth, che lo curò quando John venne colpito da un proiettile. La relazione terminò perché la donna dovette trasferirsi per lavoro fuori città. Al termine della quarta serie, John finisce a letto con Reggie e quest'ultima scappa via per l'umiliazione, a questo punto nella vita di John entra Chris, con la quale all'inizio della sesta serie si fidanzerà, e riuscirà dove tutti hanno fallito: rendere John un uomo felice e soprattutto non più scontroso con il prossimo.

## Episodi
| Stagione         | Episodi | Prima TV originale | Prima TV Italia |
| ---------------- | ------- | ------------------ | --------------- |
| Prima stagione   | 22      | 1998-1999          | 2006            |
| Seconda stagione | 24      | 1999-2000          |                 |
| Terza stagione   | 24      | 2000-2001          |                 |
| Quarta stagione  | 24      | 2001-2002          | 2008            |
| Quinta stagione  | 22      | 2002-2003          | 2008            |
| Sesta stagione   | 13      | 2003-2004          | 2008            |

## Personaggi
- John Becker: Becker (Ted Danson) è un medico generico laureato ad Harvard, che lavora nel Bronx dopo una breve carriera come ricercatore a Baltimora. Caratterizzato fisicamente dal suo impermeabile logoro e dai suoi vestiti modesti, è irascibile e in continua lotta con tutto ciò che gli sta intorno: i propri coinquilini, i pazienti dello studio medico, i frequentatori della tavola calda di Reggie e molto spesso i suoi stessi amici e collaboratori. Bersaglio delle sue continue frecciate politicamente scorrette sono la classe politica (in particolare i repubblicani) e le compagnie telefoniche. Becker si dichiara ateo, ha fiducia solamente nella scienza ed è costantemente sprezzante e maligno verso coloro che si proclamano credenti (soprattutto Margaret, la sua assistente), ma in un episodio un prete riesce ad ammutolire il dottore con la battuta: "Sa qual è la differenza tra Dio e un medico? Dio non si crede un medico". Paradossalmente alla fine della sesta stagione, che è l'ultima, John afferma di essere cambiato, e di non prendersela più per ciò che la gente fa.
- Margaret Wyborn: Margaret (Hattie Winston) è assistente nello studio medico di Becker. In un episodio si scopre che è sua assistente da 10 anni, dal giorno in cui Becker ha aperto il suo studio. È una figura materna ed è l'unica che riesce a tener testa a John, ed è una delle poche persone di cui ascolta i consigli; ella inoltre è fondamentale per il buon mantenimento dello studio. È una fervente cristiana, in particolare battista, il che spesso la porta a scontrarsi con l'ateismo cinico di Becker. Ha un marito, Lewis, che pur essendo abbondantemente citato non compare mai nel telefilm, anche a causa di un odio reciproco con Becker che impediscono loro di condividere la stessa stanza.
- Linda: Linda (Shawnee Smith) è l'eccentrica assistente di Margaret; il suo contributo nello studio molto spesso è irrilevante, dal momento che molto spesso preferisce dedicarsi alle proprie faccende piuttosto che anche semplicemente a mantenere piena la macchina del caffè, ma è il suo modo per emanciparsi dai genitori, estremamente ricchi, che le hanno permesso di comprare una casa con un portiere, un Monet autentico, l'ambasciatore danese come vicino e vista su Central Park. Altra caratteristica è la sua passione per le relazioni strane (sono un esempio la sua storia con due gemelli o con Kevin, un uomo di New York al quale faceva credere di essere di Los Angeles per fingere di avere una storia a distanza e rendere la loro relazione più romantica). Inoltre, Linda, è sposata con un Francese che dopo aver ottenuto la cittadinanza è scappato.
- Regina "Reggie" Kostas: Reggie (Terry Farrell) è la proprietaria della tavola calda, ereditata da suo padre. È spesso bersaglio di battute ironiche, per la sua scarsa abilità come cuoca, per l'igiene e per la scarsa clientela del suo locale. Il suo sogno più grande è riuscire ad ottenere una laurea in psicologia per lasciare il suo lavoro come ristoratrice; molto spesso rimpiange i tempi in cui era reginetta al liceo e faceva la modella ai tempi del college. Tra lei e Becker esiste una sorta di attrazione-odio: all'inizio della quinta stagione i due dormono insieme, ma lei scappa via per l'umiliazione che avrebbe dovuto sopportare. Nella puntata seguente si scopre per bocca di Jake che Reggie è andata a Miami con alcune delle sue amiche modelle e che sarebbe presto partita per l'Europa, il suo posto lo prenderà nella vita di John e nella tavola calda, Chris Connor. In realtà l'esclusione del personaggio di Reggie è dovuto al licenziamento di Terry Farrel avvenuto per motivi non ancora del tutto chiariti.
- Jake: Jake (Alex Désert) è il miglior amico di Becker e lavora nell'edicola interna alla tavola calda di Reggie, dove vende riviste, sigarette, gomme da masticare ed altro. A causa di un incidente automobilistico ha perso la vista, ma pur segnandolo pesantemente, questo episodio non ha privato Jake della sua vitalità e molto spesso la sua cecità è oggetto di ironie, volontarie o meno (ad esempio in un episodio, quando Amanda gli dice infuriata: "Non mi vedrai mai più!" lui risponde stizzito "Se è per questo non ti ho mai vista!"). La sua fidanzata ex-moglie Amanda è uno dei punti di riferimento stabili nella sua vita insieme alla sua nonna, le perderà entrambe durante la quinta stagione, la prima perché innamorata di un altro e scappa a Las Vegas per sposarlo e la seconda a seguito di un infarto (sembra procurato dal fatto che la nonna stesse praticando un rapporto sessuale con un uomo).
- Bob: Bob (Saverio Guerra) è un frequentatore della tavola calda di Becker; innamorato di Reggie dai tempi del liceo (e non fa nulla per nasconderlo), è un perdigiorno che si barcamena tra lavoretti, sempre in bilico tra legalità e illegalità, cercando sempre di ottenere il massimo profitto facendo il minimo sforzo. Appare come meschino e viscido per i suoi doppi sensi e i suoi modi di fare non sempre legali, ma in realtà anch'egli possiede una propria sensibilità ed è inoltre un eccellente cuoco. Non compare più dalla fine della quinta stagione perché l'attore, Saverio Guerra, non ha voluto rinnovare il contratto.
- Chris Connor: Chris (Nancy Travis) è la cosiddetta donna di mondo, una di quelle che compaiono dal nulla e che affascinano per la loro vita piena di avventure particolari che non ti aspetteresti da una ragazza all'apparenza molto dolce e semplice. Fa la sua comparsa verso la fine della quarta stagione per diventare poi un membro a tutti gli effetti fino alla fine della serie TV. Del suo passato si sa che è stata ufficiale dell'esercito americano, che ha lavorato in un topless bar per far soldi durante il periodo del college; Quando si trasferisce a New York, va a vivere nel condominio di Becker, suscitando non pochi problemi all'inizio (John si ritrova in casa orde di scarafaggi, posta sparita e tanto altro) proprio con lui, ma paradossalmente i due sono in grande sintonia fino al punto che si fidanzano all'inizio della sesta stagione: in tutto l'arco di tempo intercorso nelle puntate andate dalla fine della quarta stagione fino alla sesta, John cerca in tutti i modi di conquistarla, generando così non poche ilarità a causa del suo atteggiamento da duro e allo stesso tempo molto goffo con le donne. Riguardo alla vita sentimentale, come già detto, si fidanza proprio con Becker riuscendo dove nessuno era riuscito prima cioè cambiare John e farlo diventare diverso, proprio come dice lui, "Felice", il che per John è un vero e proprio paradosso.

## Guest star
Durante le sei stagioni sono apparsi in piccoli ruoli diverse star del cinema e della televisione tra cui Bill Cosby, Kelsey Grammer, Frances Fisher, Kim Rhodes, Jaclyn Smith, Mary Steenburgen, Ray Romano, Nicollette Sheridan, Octavia Spencer, Dick Van Dyke, Leonard Nimoy, Richard Schiff, Kyle Massey, Yeardley Smith, Kenneth Mars, Taylor Handley, Steven Wright e molti altri.